# Argus Vilder
Argus Vilder (Engels: Argus Filch) is een personage uit de Harry Potterboekenreeks van J.K. Rowling. Vilder is de conciërge op Zweinsteins Hogeschool voor Hekserij en Hocus-Pocus. Hij is streng, vaak onrechtvaardig en erg impopulair bij de leerlingen van Zweinstein. Vilders pogingen om de leerlingen regels op te leggen omtrent bijvoorbeeld de avondklok maken het leven van Harry Potter en zijn vrienden er niet makkelijker op. Vilders kennis van het kasteel en al zijn geheime gangen is haast ongeëvenaard.
Vilder heeft een kat, Mevrouw Norks, die voor Vilder spioneert. Wanneer Mevrouw Norks iemand iets ziet doen wat niet door de beugel kan, verschijnt Vilder vrijwel direct ter plaatse. 
De naam "Argus" is afkomstig uit de Griekse mythologie. Argus is daar een reus met honderd ogen, oftewel één die alles ziet.
De rol van Vilder in de films wordt gespeeld door David Bradley, in de Nederlandse nasynchronisatie wordt Vilder ingesproken door Stan Limburg. Vanaf de vierde film wordt zijn rol steeds meer die van een komisch karakter. Hij laat bijvoorbeeld het kanon dat de start van een opdracht van het Toverschool Toernooi aangeeft, alle drie de keren te vroeg afgaan.
Vilder probeert de "oude straffen" opnieuw te introduceren, lijfstraffen dus, zoals het ophangen aan de handen en het slaan met de zweep. Dit druist echter in tegen het schoolbeleid. In het vijfde boek, tijdens het bewind van Dorothea Omber, krijgt hij kort zijn zin en worden de lijfstraffen tijdelijk ingevoerd. Vilder noemde Omber "het beste dat Zweinstein ooit is overkomen" en was daarmee het enige staflid dat de zijde van Omber koos. 
Vilder is een Snul. Harry komt daar achter in het tweede boek wanneer hij ziet dat Vilder een cursus "Snelspreuk voor Beginners" heeft besteld. Vilder is reuze gefrustreerd door zijn gebrek aan tovercapaciteiten, zeker omdat hij zich in een omgeving bevindt waar hij dat erg goed zou kunnen gebruiken en waar om hem heen iedereen tovert en leert toveren. Daardoor is zijn wrok jegens de leerlingen te verklaren.